# Afgrøde
Afgrøden (af middeldansk å (= "på") + grøde (= "det at gro"), altså "det, der gror på marken") er den mængde dyrkede planter, som enten står på marken, eller som er i hus. Ordet bruges også mere snævert som synonym for høstudbyttet. Det, som styrer lysten til at producere afgrøder, er tre forhold: Afgrødens mængde pr. arealenhed, afgrødens mængde pr. arbejdstime og afgrødens næringsværdi.
Disse overvejelser ligger bag de valg, som de første agerbrugere traf, da de bestemte sig for, hvilke afgrøder, de ville dyrke (se Frugtbare halvmåne). Valget har måttet bygge på praktiske erfaringer, erhvervet gennem den lange periode, hvor planteavl blot var en ekstra reserve ved siden af jagt og indsamling.

## Udbytte pr. arealenhed
Det er let at se, hvorfor det var blandt græsserne, at agerbrugerne valgte deres afgrøder overalt i verden (hvede og byg i Mellemøsten, hirse og sorghum i Afrika, ris og hvede i Østasien, majs i Mellem- og Sydamerika). Det skyldes nemlig kornsorternes høje ydeevne (foldudbytte) pr. arealenhed. I en jord, som får tilstrækkeligt vand i foråret, og som ikke er udpint, kan korn let give 15-20 frø for hver plante på marken.
Senere, da udpining og tiltagende tørke gjorde, at udbyttet af afgrøderne faldt, gik man mange steder over til at dyrke andre afgrøder (rug og boghvede i Nordeuropa f.eks.) eller til at dyrke flere afgrøder ved intensiv udnyttelse af arealet (bønner, majs og græskar i Mellemamerika f.eks.) Det springende punkt er 3 fold pr. udsået frø. Når afgrøden bliver mindre, betyder det hungersnød, svækkelse og sygelighed, og dermed er det ikke længere fordelagtigt at dyrke jorden.
Det var i sådan en situation, at Solon omkring år 600 f.Kr. overtalte Attikas befolkning til at opgive korndyrkning og i stedet vende sig mod oliven- og vinavl. Ganske vist måtte de klare sig med meget lidt i de 10-15 år, der gik, før træer og ranker bar afgrøde, men derefter havde de et fast udkomme med et bedre udbytte end de fleste.

## Udbytte pr. arbejdstime
En anden vurdering drejer sig om udbytte pr. arbejdstime. Ingen ønsker at arbejde mere, end hvad der er nødvendigt. Omvendt er visse afgrøder så eftertragtede (sukkerrør, honning, bælgfrugter og bærfrugt f.eks.), at man er villigt til at yde en større indsats i arbejdstimer eller ubehag for at skaffe disse afgrøder.
Når forholdene gør, at jordbruget bliver inddraget i pengeøkonomien, bliver bytteforholdet mellem arbejdskraft og afgrødeudbytte let at beregne. Fra det tidspunkt går der en proces i gang, som er drevet af ønsket om at formindske omkostningen til arbejdskraft pr. afgrødeenhed mest muligt. Dels vil man foretrække de afgrøder, der er mindst arbejdsintensive at dyrke, dels vil man søge at sænke prisen på arbejde og samtidig øge prisen på afgrøderne, og dels vil man rationalisere og effektivisere brugen af arbejdskraft gennem mekanisering, automatisering og andre metoder til produktivitetsforøgelse.

## Udbytte, målt i næringsværdi
Afgrøden kan dog også bedømmes ud fra sin værdi som føde for mennesker og husdyr. Hvad angår det sidste, så er der indført beregningsmetoder, der opgør denne værdi som et antal foderenheder pr. afgrødeenhed. Hvad angår menneskemad, så kan værdien opgøres, som det gøres på varedeklarationerne, nemlig i energimængde (joule eller kalorier), protein-, kulhydrat- og fedtindhold pr. 100 g. Eller man kan angive værdien i mere svævende udtryk, der drejer sig om oplevelsen ved at spise denne afgrøde: smag, duft, konsistens, farve, ja sågar lyd kan bruges som kvalitetsbetegnelser for afgrøder, brugt som føde.

## Historisk set
Det har gennem historien vist sig, at et afgrødeudbytte på 1:5 (dvs. 5 enheder afgrøde for hver enhed sædekorn) er den mængde, der skal til, før der kan skabes et overskud.
- Jo større afgrøde man fik, jo mere af overskuddet kunne man gemme hen.
- Jo mere overskud man havde gemt hen, jo flere husdyr kunne man holde og holde liv i. Derved forøgedes landbofamiliens fysiske og økonomiske velvære. Det medførte større styrke, bedre helbred og mere effektivt arbejde.
- Dertil kommer, at jo mere overskud man kunne skaffe, jo flere trækdyr kunne man holde. Det gav lettelser i arbejdet og gødning til agrene.
- Stigende afgrødeudbytter betød, at der var brug for færre i landbruget, sådan at der blev skabt et overskud af arbejdskraft til industri og handel, hvilket satte skub i dannelsen af storbyer.
- Byernes opståen og vækst betød øget efterspørgssel efter føde hos ikke-jordbrugere og en større vilje til at betale for prisen.
- Det betød omvendt, at jordbrugerne søgte at skaffe bedre udbytte ved innovation, mere intensive dyrkningsmetoder, mekanisering og forbedring af redskaber og systematisk udvælgelse af mere ydedygtige sorter. Det gav jorddyrkeren et bedre udkomme ved at bringe afgrøderne til salg på markeder i byerne.

Det er dette forløb, der er grundlaget for den rigdom, som findes i nogle dele af verden, og det skyldes – i hvert fald delvist – afbrydelser i dette forløb, at der fandtes og findes fattigdom andre steder.